# Caradrina grisea
Caradrina grisea är en fjärilsart som beskrevs av Eduard Friedrich Eversmann 1848. Caradrina grisea ingår i släktet Caradrina och familjen nattflyn. Inga underarter finns listade i Catalogue of Life.